# 2. Unterseebootsflottille
A 2. Unterseebootsflottille (2ª Flotilha de Submarinos) foi uma unidade da Kriegsmarine que atuou durante a Segunda Guerra Mundial. Inicialmente era conhecida como Unterseebootsflottille Saltzwedel sendo chamada de 2. Unterseebootsflottille a partir do mês de Setembro de 1939. Foi fundada no dia 1 de Setembro de 1936 sob comando do Fregkpt. Scheer. A unidade foi dispensada no mês de Agosto de 1944.

## Comandantes
| Comandante               | Data                               |
| ------------------------ | ---------------------------------- |
| Fregkpt. Werner Scheer   | Setembro de 1936 - Julho de 1937   |
| Korvkpt. Hans Ibbeken    | Outubro de 1937 - Setembro de 1939 |
| Korvkpt. Werner Hartmann | Janeiro de 1940 - Maio de 1940     |
| Korvkpt. Heinz Fischer   | Maio de 1940 - Julho de 1941       |
| Korvkpt. Victor Schütze  | Agosto de 1941 - Janeiro de 1943   |
| Fregkpt. Ernst Kals      | Janeiro de 1943 - Outubro de 1944  |

## Bases
| Setembro de 1936 - Maio de 1940 | Wilhelmshaven                 |
| Junho de 1940 - Maio de 1941    | Wilhelmshaven/Lorient, França |
| Maio de 1941 - Agosto de 1944   | Lorient, França               |

## Tipos de U-Boots
| até 1941  | IA, VIIA, VIIC, IX, IXC, IXC40 e XB |
| após 1941 | IX, IXB e IXC                       |

## U-Boots
Foram designados à Flotilha um total de 91 U-boots durante o seu tempo de serviço.
| U-25, U-26, U-27, U-28, U-29, U-30, U-31        |
| U-32, U-33, U-34, U-35, U-36, U-37, U-38        |
| U-41, U-43, U-44, U-64, U-65, U-66, U-67        |
| U-68, U-103, U-104, U-105, U-106, U-107, U-108  |
| U-109, U-110, U-111, U-116, U-117, U-122, U-123 |
| U-124, U-125, U-126, U-127, U-128, U-129, U-130 |
| U-131, U-153, U-154, U-156, U-157, U-161, U-162 |
| U-168, U-173, U-183, U-184, U-189, U-190, U-191 |
| U-193, U-501, U-502, U-503, U-504, U-505, U-507 |
| U-518, U-519, U-520, U-521, U-522, U-531, U-532 |
| U-534, U-536, U-538, U-545, U-547, U-548, U-801 |
| U-802, U-841, U-842, U-843, U-856, U-858, U-868 |
| U-1223, U-1225, U-1226, U-1227, U-1228          |
| UA, UD-3                                        |